# جيروم روتا
جيروم روتا (بالفرنسية: Jérôme Rota)‏ هو عالم حاسوب ومطور برمجيات وشخصية أعمال فرنسي، ولد في 1973 في Saint-Jean-de-Védas ‏ في فرنسا.